# Bandiougou Fadiga
Bandiougou Fadiga (* 15. Januar 2001 in Paris) ist ein französisch-malischer Fußballspieler.

## Karriere
Fadiga begann seine fußballerische Karriere in Issy beim örtlichen Fußballverein. Später spielte er in der Jugendakademie von Paris Saint-Germain. In der Saison 2018/19 kam Fadiga in der jedem Gruppenspiel der Youth League zum Einsatz, wobei er eine Vorlage liefern konnte. Außerdem spielte er in der Saison 2018/19 einmal für die zweite Mannschaft der Hauptstädter. Auch eine Saison später war er Stammkraft bei der U19. In der Saison 2020/21 stand er für die Profimannschaft fast immer im Kader und kam zu mehreren Kurzeinsätzen in der Ligue 1. In der Champions League stand er immer im Kader, kam jedoch zu keinem Einsatz bislang. Sein Debüt für die Pariser Profimannschaft gab er am 16. September 2020, als er beim 1:0-Sieg über den FC Metz kurz vor Schluss für Idrissa Gueye ins Spiel kam.
In der Wintertransferphase 2021 wurde Fadiga für den Rest der Saison an Stade Brest verliehen, bei denen er Spielpraxis sammeln sollte. Am 19. Februar 2021 (26. Spieltag) debütierte er für seinen Leihklub, als er gegen Olympique Lyon in der 87. Minute für Paul Lasne ins Spiel kam. Im Rest der Saison spielte er viermal für Brest.
Zur Saison 2021/22 kehrte Fadiga zu PSG zurück und wurde in die zweite Mannschaft integriert.
Mitte Januar 2022 wechselte er nach Griechenland zum Erstligisten Olympiakos Piräus. Bis zum Saisonende kam er dort zu fünf Einsätzen in der Liga. Im August 2022 wurde er für ein Jahr an Ionikos Nikea verliehen, wo er in 28 Ligaspielen eingesetzt wurde. Nach seiner Rückkehr zu Olympiakos Piräus in der Saison 2023/24 kam er nicht in der ersten Mannschaft zum Einsatz und spielte ausschließlich für die zweite Mannschaft. Im August 2024 wechselte er zurück nach Frankreich zum FC Lorient. Aufgrund von Adduktorenbeschwerden fiel er zunächst aus, absolvierte später jedoch sechs Kurzeinsätze in der Ligue 1 in der Saison 2024/25.

## Erfolge
- Trophée des Champions: 2020 (ohne Einsatz)